# William Derham
William Derham (Worcester, 26 novembre 1657 – Londra, 5 aprile 1735) è stato un filosofo, teologo e scienziato inglese.
Fu l'autore della prima misurazione accurata della velocità del suono.

## Biografia
Figlio di Thomas Derham, nacque a Stoulton, nel Worcestershire, e fu educato a Blockley e quindi al Trinity College di Oxford, dove studiò dal 1675 al 1679. Il 29 maggio 1681 fu ordinato sacerdote. Nel 1682 divenne vicario di Wargrave, nel Berkshire, e dal 1689 al 1735 fu rettore a Upminster, nell'Essex. Nel 1716 fu nominato canonico della Cappella di san Giorgio a Windsor. Dai documenti conservati nella sacrestia risulta che da allora divise il suo tempo fra Windsor e Upminster. Secondo i registri parrocchiali di Upminster, fu sepolto a St. Laurence nel 1735. Tuttavia, l'esatta collocazione della sua tomba rimane ignota, anche perché secondo le sue espresse volontà nella chiesa non fu posto alcun monumento commemorativo di tale evento.

## Opere

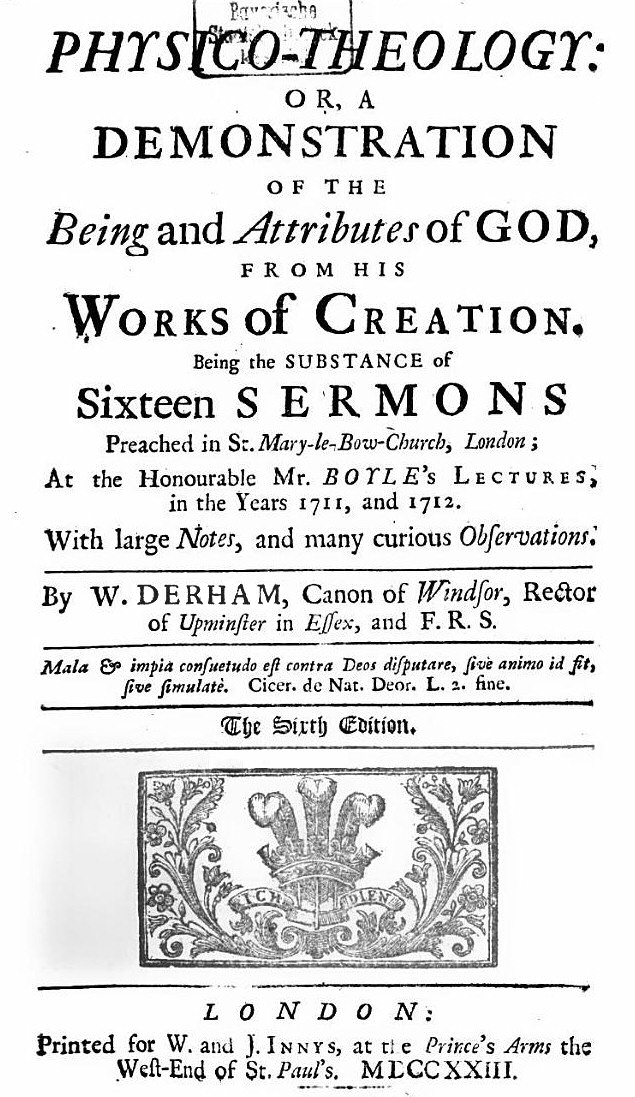
W. Derham, Physico-Theology, 1713

Nel 1696 pubblicò Artificial Clockmaker  (L'orologio artificiale) che ebbe svariate edizioni. Le opere successive più note sono Physico-Theology (del 1713), Astro-Theology (del 1714) e Christo-Theology (del 1730). Tutti e tre i volumi teologici riguardano l'Essere e gli attributi di Dio e ispirarono William Paley quasi un secolo dopo. Questi libri contengono anche importanti osservazioni scientifiche. Ad esempio, la Physico-Theology include il riconoscimento della variazione naturale all'interno delle specie e l'informazione che la specie Didelphis virginalis (nota anche come Virginia opossum) era l'unico marsupiale del Nord America. Essa presenta anche una delle prime descrizioni teoriche di un cronometro marino, accompagnata da una discussione sull'uso delle guarnizioni sottovuoto per ridurre le imprecisioni nel funzionamento degli orologi. Derham coniò la parola "cronometro".
In modo simile, l'Astro-Theology include una descrizione di diverse nebulose identificate nel XXI secolo (all'epoca si denotavano col termine "nebulosa" anche quelli che oggi sono definiti come ammassi stellari).  Il suo telescopio lungo 16 piedi (4,9 m) (utilizzato anche per misurare la velocità del suono) era in cima alla torre della chiesa di San Lorenzo.
Il 3 febbraio 1703 Derham fu eletto fellow della Royal Society. Fu relatore durante le Boyle Lectures dell'anno 1911-1912.  La sua ultima opera conosciuta, intitolata A Defense of the Church's Right in Leasehold Estates, apparve nel 1731.
Oltre alle opere pubblicate a suo nome, Derham contribuì con una serie di articoli alle Transactions of the Royal Society. Curò un'edizione riveduta delle Miscellanea Curiosa, nonché la corrispondenza e la biografia di John Ray, proseguendo la sua tradizionale di "fisio-teologia" (o teologia naturale) e divenendo così uno dei primi chierici naturalisti, che vedevano lo studio della scienza naturale come un'estensione della propria opera religiosa.
Derham curò anche la Natural History di Eleazar Albin e la pubblicazione di alcuni manoscritti dello scienziato Robert Hooke. Le sue osservazioni meteorologiche, rilevate a Upminster e pubblicate all'interno delle Transactions of the Royal Society, sono tra le più antiche della serie storica inglese.

### Velocità del suono
Nel 1709 Derham pubblicò una misura più accurata della velocità del suono, pari a 1 072 piedi parigini al secondo. Derham utilizzò un telescopio dalla torre della chiesa di St Laurence a Upminster per osservare il lampo di un fucile a pompa che veniva sparato in lontananza, e poi con un pendolo misurò il tempo di mezzo secondo fino a quando non sentì lo sparo. Furono poi effettuate misurazioni di colpi di arma da fuoco da punti di riferimento locali, tra cui la Chiesa di Santa Maria Maddalena, a North Ockendon. Attraverso la triangolazione si poteva calcolare la distanza e quindi la velocità percorsa dal suono.